# Paulina Vega
Paulina Vega Dieppa (sinh ngày 15 tháng 01 năm 1993 tại Barranquilla, Colombia) là một người mẫu, người dẫn chương trình và là một nữ hoàng sắc đẹp người Colombia. Cô là Hoa hậu Hoàn vũ 2014 và là hoa hậu cuối cùng dưới sự nắm quyền của Donald Trump. Paulina Vega đã đăng quang Hoa hậu Colombia 2013 và chiến thắng Hoa hậu Hoàn vũ 2014 lần thứ 63 tại Mỹ Tại cả hai cuộc thi này, Paulina đều được xem là ứng cử viên số 1 cho vương miện.

## Tiểu sử
Paulina sinh ra trong một gia đình có 7 anh chị em, là cháu gái của Hoa hậu bang Atlantico năm 1953 Elvira Castillo và là chị họ của Á hậu 1 Hoa hậu Hoàn vũ 2015 Ariadna Gutiérrez trong cuộc thi đầy tai tiếng năm đó. Một người nổi tiếng khác trong gia đình Vega là danh ca giọng nam cao Gatson Vega. Cô từng theo học một trường của Đức ở Colombia, cô thông thạo tiếng Anh và biết một chút tiếng Pháp. Năm 2014 cô được chuyên trang sắc đẹp quốc tế Missosology trao danh hiệu "Timeless Beauty" (Vẻ đẹp vượt thời gian) và đã về nhì trong cuộc đua trở thành "Miss Grand Slam" (Hoa hậu của các hoa hậu) do chuyên trang Global Beauties tổ chức. Paulina Vega là một trong những hoa hậu đẹp nhất trong lịch sử của cuộc thi Hoa hậu Hoàn vũ. Hiện nay Paulina là một người mẫu nổi tiếng tại quê nhà. Trong một cuộc phỏng vấn, cô đã lên tiếng phản bác ông Trump khi ông nói trong cuộc tranh cử tổng thống rằng: “Người nhập cư Mexico có rất nhiều vấn đề”. Khi đó sức ép từ bỏ vương miện của cô rất lớn từ bạn bè, người thân đều khuyên cô nên từ bỏ vương miện hoa hậu. Nhưng Paulina Vega rất dũng cảm bảo vệ danh hiệu và có một nhiệm kì thành công. 